# Марцянка (Лодзинське воєводство)
Марцянка (пол. Marcjanka) — село в Польщі, у гміні Зґеж Зґерського повіту Лодзинського воєводства.